# Menjava duha
Menjava duha (izvirno angleško Mindswap) je znanstveno fantastični roman pisatelja  Roberta Sheckleya. Delo je bilo izdano leta 1966. Leta 1977 ga je v slovenščino prevedel Branko Gradišnik.

## Vsebina
Stanhope je majhen kraj v Združenih državah Amerike, v katerem živi Marvin Flynn. Marvin je mlad in zelo rad potuje, vendar si ne more privoščiti obiska drugih planetov. Edina alternativa je postopek, imenovan menjava duha, pri katerem osebi na daljavo preneseta svoja uma v telesi drug drugega. V časopisu najde oglas za menjavo duha s starejšim marsovcem. Oglas mu je zelo všeč, saj si že od nekdaj želi zapustiti Zemljo.
Naslednji dan se Marvin odpravi v telesno posredovalnico. Pregledajo mu telo in mu dajo nekaj koristnih napotkov. Sedaj se lahko odpravi v menjalno sobo.
Znajde se na Marsu. Komaj lahko spozna svoje novo telo, že na hodniku zaslišal krike. Kriči oseba, ki trdil, da mu je Marvin ukradel telo. Izkaže se, da sta oba dobila telo na pravičen način. Vendar si ga je Marvin priskrbel kasneje, zato telo dobi tisti drugi. Tako ostane Marvin brez telesa. Odide k detektivu Urdorfu in mu pove svojo zgodbo. Urdorf ve, da gre za znanega prevaranta, ki ga je že večkrat lovil.
Naslednji dan na naslovnici marsovskega časopisa že piše o škandalu: Ze Kargaš je svoje telo ponudil 12 osebam hkrati. Časopis Marvin jezno vrže v odtočni jarek. Dejanje opazi starejši marsovec in pristopi k Marvinu. Pove mu, da ve, kako lahko dobi novo telo in ga pospremi na Črno borzo (ilegalna posredovalnica teles).
Marvin prispe na reven planet z imenom Melda, na katerem lovijo garzejeva jajca kot spominke. Delo je zelo nevarno, zato Marvin zbeži s tega planeta. Nato se znajde na Celzu V kot bogat uradnik. Kmalu pa spozna, da je njegovo novo telo tempirana bomba, ki mu je ostalo le še nekaj dni življenja. S pomočjo detektiva Urdorfa ujame Ze Kergaša, prepozna ga namreč po svojem nekdanjem telesu. Ko ga Urdorf želi aretirati, pobegne Ze Kergaš v Narobe svet. Marvin še vedno želi svoje telo nazaj, zato je odide, pozabi pa na nevarnosti Narobe sveta. Na njem namreč živijo samo norci.
Na koncu pride v čakalnico in dobi svoje telo nazaj. Za vedno ostane v tem svetu in je zadovoljen s svojim življenjem.
...Marvin je nekoč premišljeval: »Končno spet na Zemlji«. Stanhope je bil še vedno 300 milj od New Yorka. Vse je bilo enako. Ležal je pod Stanhopskim domačim zelenim nebom in se spraševal: »Kaj se orjaški hrasti niso še zmeraj vsako leto selili na jug? Kaj se čez nebo ni vedno pomikalo veliko rdeče sonce, ki mu je sledil njegov temni spremljevalec? Kaj se ni trojna Luna vsak mesec vračala z na novo izbranimi kometi?« Taki domači prizori so ga prepričali. Poročil se je z Marsho Baker.